# Aeroporto di Kuala Terengganu-Sultano Mahmud
L'Aeroporto di Kuala Terengganu-Sultano Mahmud (IATA: TGG, ICAO: WMKN) (in malese: Lapangan Terbang Sultan Mahmud) e definito come domestico dal Department of Civil Aviation Malaysia, è un aeroporto domestico malese situato a 8 km a ovest nord ovest di Kuala Terengganu nello Stato federato di Terengganu. La struttura è dotata di una pista di asfalto lunga 3480 m, l'altitudine è di 6 m, l'orientamento della pista è RWY 04-22. L'aeroporto è aperto al traffico commerciale ed è intitolato al Sultano Mahmud I di Terengganu, 16º Sultano di Terengganu e in carica dal 1979 al 1998.